# Simon Martirosjan
Simon Martirosjan (arm. Սիմոն Մարտիրոսյան, ur. 17 lutego 1997 w Hajkaszen) – ormiański sztangista, dwukrotny medalista olimpijski oraz dwukrotny mistrz świata i Europy.
Na igrzyskach olimpijskich w Rio de Janeiro w 2016 roku wywalczył srebrny medal w wadze ciężkiej (do 105 kg). W zawodach tych rozdzielił na podium Ruslana Nurudinova z Uzbekistanu i Kazacha Aleksandra Zajczikowa. Wynik ten powtórzył na rozgrywanych cztery lata później igrzyskach olimpijskich w Tokio, tym razem plasując się między Uzbekiem Akbarem Djurayevem i Łotyszem Artūrsem Plēsnieksem.
Ponadto zdobył złote medale w tej samej kategorii wagowej na mistrzostwach świata w Aszchabadzie w 2018 roku i podczas mistrzostw świata w Pattayi rok później. W 2021 roku zaś na mistrzostwach świata uzyskał w dwuboju wynik 416 kg i otrzymał brązowy medal.
Zdobył też trzy medale mistrzostw Europy seniorów, złoto w 2017 i 2019 oraz brąz w 2016.